# 大西善太郎
大西 善太郎（おおにし ぜんたろう、1857年11月26日（安政4年10月10日）- 1918年（大正7年）5月7日）は、明治から大正前期の農業指導者、実業家、政治家。衆議院議員、兵庫県有馬郡三輪村長、同郡道場村長。

## 経歴
摂津国有馬郡田中村（下田中村、兵庫県有馬郡三輪村下田中、三輪町、三田町を経て現三田市下田中）で、農業・大西利右衛門の息子として生まれる。普通学、和算学を修めた。農業を営む。
1880年（明治13年）有馬郡西組選挙郡農会員に就任。以後、全国米麦外三品共進会審査員、下田中村会議員、有馬郡連合会議員、摂津5郡連合農談会員、同会長、摂津5郡連合勧業会員、有馬郡連合町村会議員、同郡全町村勧業委員などを歴任。1890年（明治23年）2月、兵庫県会議員に当選したが辞退。1892年（明治25年）2月、兵庫県会議員に選出され、1896年（明治29年）10月まで在任した。故郷の三輪村長に就任し村内の紛争の解決に尽力。1901年（明治34年）3月、地元の要請を受けて道場村長に転じ、村税不納問題の解決に尽力した。
また、有馬郡内の鉄道敷設計画に参画。神鶴電気鉄道計画の発起人となる。1893年（明治26年）8月、阪鶴鉄道計画の願書が大阪府庁に提出され発起人に加わった。当初は株式の引き受けを断っていたが、その後、引き受けに同意した。
1902年（明治35年）8月、第7回衆議院議員総選挙に兵庫県郡部から無所属で立候補したが落選。1903年（明治36年）3月の第8回総選挙（兵庫県郡部、立憲政友会）に出馬し、阪鶴鉄道の開通に尽力したことが評価されて当選した。1904年（明治37年）3月の第9回総選挙（兵庫県郡部、立憲政友会）では、政友会からの強い支持を受けていなかったためか次点で落選し、衆議院議員に1期在任した。
また、農事改良に尽力し、有馬郡農事試験場長を務め、県内外の耕地整理事業の推進に尽くした。実業界では、道場銀行専務取締役などを務めた。